# リエイト
リエイトイオン（英: lyate ion、またはライエートイオン）とは、溶媒分子のプロトンが1個だけ取れて脱プロトン化してできたアニオン。
（例：水H2Oが脱プロトン化した水酸化物イオンHO-）